# لوزارش
لوزارش (به فرانسوی: Luzarches) یک کمون در فرانسه است که در کانتون لوزارش واقع شده‌است.

## خصوصیات
لوزارش ۲۰٫۴۹ کیلومترمربع مساحت و ۴٬۱۴۱ نفر جمعیت دارد.

## خواهرخوانده
شهرهای یاموسوکرو، Moanda و Montrose خواهرخوانده‌های لوزارش هستند.